# Nationalkirchen (Rom)
Nationalkirchen in Rom entstanden aus karitativen Einrichtungen der katholischen Kirche, die im Laufe des Mittelalters gegründet wurden und römischen Kirchen angeschlossen waren. Zu diesen Einrichtungen gehörten Krankenhäuser, Herbergen und andere für Pilger einer bestimmten Nationalität. Sie wurden im Allgemeinen von Ordensgemeinschaften oder geistlichen Bruderschaften betrieben und durch Spenden und Almosen unterhalten. Oft waren sie auch nationalen Scholae (Vorgänger der römischen Priesterseminare) verbunden, an denen die Kleriker ausgebildet wurden.
Bis zur  Einigung Italiens 1870 hatten die italienischen Stadtstaaten ebenfalls Nationalkirchen (die mittlerweile als „Regionalkirchen“ bezeichnet werden). Viele dieser Organisationen wurden 1873 durch die Rechtsvorschriften über die Unterdrückung der geistlichen Bruderschaften enteignet. Durch verschiedene Absprachen in den folgenden Jahrzehnten und schließlich in den Lateranverträgen wurden der katholischen Kirche viele Vermögenswerte der Nationalkirchen zurückgegeben.

## Italienische National- oder Regionalkirchen in Rom
- Abruzzen: Santa Maria Maddalena in Campo Marzio
- Apulien: San Nicola in Carcere
- Basilicata: San Nicola in Carcere
- Dalmatien: San Marco Evangelista in Agro Laurentino
- Emilia-Romagna: Santi Giovanni Evangelista e Petronio dei Bolognesi
- Julisch Venetien: San Marco Evangelista in Agro Laurentino
- Kalabrien: San Francesco di Paola ai Monti
- Kampanien: Santo Spirito dei Napoletani
- Korsika: San Crisogono (ehemals)
- Latium:
  - Sant’Ignazio di Loyola in Campo Marzio
  - Santa Maria in Aracoeli (Rom)
  - Il Gesù
- Ligurien: San Giovanni Battista dei Genovesi
- Lombardei:
  - Santi Ambrogio e Carlo al Corso
  - Santi Bartolomeo e Alessandro dei Bergamaschi (Bergamo)
- Marken: San Salvatore in Lauro
- Piemont: Santissimo Sudario all'Argentina
- Sardinien:
  - Santissimo Sudario all'Argentina
  - Basilica di San Crisogono (ehemals)
- Sizilien: Santa Maria al Odigitria Tritone
- Toskana:
  - San Giovanni Battista dei Fiorentini (Florenz)
  - San Giovanni Battista Decollato
  - Santa Croce e San Bonaventura alla Pilotta (Lucca)
  - Santa Caterina da Siena a Via Giulia (Siena)
- Umbrien:
  - E Santi Benedetto Scholastika (Norcia)
  - Santa Rita da Cascia alle Vergini
- Venetien: Basilica di San Marco Evangelista al Campidoglio

## Nationalkirchen

### Afrika
- Äthiopien: San Tommaso in Parione

### Asien
- Armenien
  - Santa Maria Egiziaca (1563–1832; profaniert)
  - San Biagio della Pagnotta (1832–1883)
  - San Nicola da Tolentino agli Orti Sallustiani (seit 1883)
- Korea: Santi Martiri Coreani
- Libanon:
  - San Marone
- Syrien:
  - Santa Maria della Concezione in Campo Marzio

### Nord- und Südamerika
- Argentinien:
  - Santa Maria Addolorata a piazza Buenos Aires
- Ecuador:
  - Santa Maria in Via[2]
- Kanada:
  - Nostra Signora del SS. Sacramento e Santi Martiri Canadesi
- Mexiko:
  - Nostra Signora di Guadalupe e San Filippo Martire
- USA:
  - San Patrizio a Villa Ludovisi (bis 2017 Santa Susanna)

### Europa
- Belgien:
  - San Giuliano dei Fiamminghi
- Deutschland:
  - Santa Maria dell’Anima
  - Santa Maria della Pietà
- Frankreich
  - San Luigi dei Francesi (Frankreich)
  - Sant'Ivo dei Bretoni (Bretagne)
  - Santi Claudio e Andrea dei Borgognoni (Burgund)
  - San Nicola dei Lorenesi (Lothringen)
  - Santa Trinità dei Monti
- Griechenland:
  - Sant’Atanasio dei Greci (Byzantinischer Ritus)
- Großbritannien:
  - San Silvestro in Capite
- Irland:
  - Sant’Isidoro a Capo le Case
- Kroatien:
  - San Girolamo dei Croati
- Niederlande:
  - Santi Michele e Magno (seit 1992)
- Österreich:
  - Santa Maria dell’Anima[3]
- Polen:
  - San Stanislao Alle Botteghe Oscure
- Portugal:
  - Sant’Antonio dei Portoghesi
- Rumänien:
  - San Salvatore delle Coppelle
- Russland:
  - Sant’Antonio Abate all’Esquilino
- Schweden:
  - Santa Brigida a Campo de'Fiori
- Schweiz:
  - San Pellegrino in Vaticano
- Spanien:
  - Nostra Signora del Sacro Cuore (1506–1807)
  - Santa Maria degli Spagnoli in Monserrato (seit 1807)
- Ungarn:
  - Santo Stefano Rotondo al Celio
- Ukraine:
  - Santi Sergio e Bacco degli Ucraini (seit 1970)
  - San Giosafat al Gianicolo

## Bibliographie
- Raffaella Giuliani: Chiese dei cattolici nel mondo. Guida artistico-spirituale. In: Comitato Centrale per il Grande Giubileo dell'Anno 2000, Francesco Gioia (Hrsg.): Pellegrini a Roma. Mondadori, Mailand 1999, ISBN 88-04-47423-8.
- Carlo Sabatini (Hrsg.): Le chiese nazionali a Roma. Presidenza del Consiglio dei Ministri, Istituto Poligrafico e Zecca dello Stato, Rom 1979.